# Holîkî, Slavuta
Holîkî (în ucraineană Голики) este un sat în comuna Varvarivka din raionul Slavuta, regiunea Hmelnîțkîi, Ucraina.

## Demografie
Componența lingvistică a localității Holîkî
     Ucraineană (98,88%)
     Alte limbi (0,89%)
Conform recensământului din 2001, majoritatea populației localității Holîkî era vorbitoare de ucraineană (98,88%), existând în minoritate și vorbitori de alte limbi.